# Middlesex County Cricket Club
Le Middlesex County Cricket Club, qui représente le comté traditionnel du Middlesex, est un des dix-huit clubs anglais majeurs qui participent aux compétitions nationales anglaises. L'équipe première porte le nom de Middlesex Panthers pour les matchs à séries limitées. Elle joue à Lord's Cricket Ground, à Londres.

## Palmarès
- County Championship (10) : 1903, 1920, 1921, 1947, 1976, 1980, 1982, 1985, 1990, 1993, titres partagés (2) : 1949, 1977.
- Gillette Cup, NatWest Trophy, C&G Trophy, Friends Provident Trophy (4) : 1977, 1980, 1984, 1988.